# Onychiurus scotarius
Onychiurus scotarius är en urinsektsart som beskrevs av Hermann Gisin 1954. Onychiurus scotarius ingår i släktet Onychiurus, och familjen blekhoppstjärtar. Arten är reproducerande i Sverige.